# Saint-Jean-de-Daye
Pour les articles homonymes, voir Saint-Jean.
Cet article possède un paronyme, voir Saint-Jean-de-Braye.
Saint-Jean-de-Daye (prononcé /sɛ̃.ʒɑ̃.də.dɛː/) est une commune française, située dans le département de la Manche en région Normandie, peuplée de 645 habitants.

## Géographie

### Localisation
La commune est en pays saint-lois, au sud du parc naturel régional des Marais du Cotentin et du Bessin auquel elle adhère. Son bourg est à 11 km au nord-ouest de Saint-Clair-sur-l'Elle, à 14 km au sud de Carentan et à 15 km au nord de Saint-Lô.
| Montmartin-en-Graignes                                     | Montmartin-en-Graignes | Saint-Fromond |
| Graignes-Mesnil-Angot (quelques mètres), Le Mesnil-Véneron | Saint-Jean-de-Daye     | Saint-Fromond |
| Le Mesnil-Véneron                                          | Le Dézert              | Saint-Fromond |

### Géologie et relief
Le point culminant (47 m) se situe en limite sud, près du lieu-dit la Touperrie. Le point le plus bas est au niveau de la mer, au canal de Vire et Taute, au nord. En dehors de cette partie nord, dans les marais, et de sa partie agglomérée, la commune est bocagère.

### Hydrographie
La commune est située dans le bassin Seine-Normandie. Elle est drainée par le canal de Vire et Taute, la rivière de Maubecq, le cours d'eau 01 de Cauvelande, le cours d'eau 01 de la commune de Saint-Jean-de-Daye, le fossé 01 de la Piste d'Entrainement, le fossé 01 du Pont Bignon, le fossé 03 de la commune de Saint-Jean-de-Daye et le fossé 05 de la commune de Saint-Jean-de-Daye,,.
Le Canal de Vire et Taute, d'une longueur de 12 km, prend sa source dans la commune d'Airel et se jette dans la Taute à Carentan-les-Marais, après avoir traversé quatre communes. 

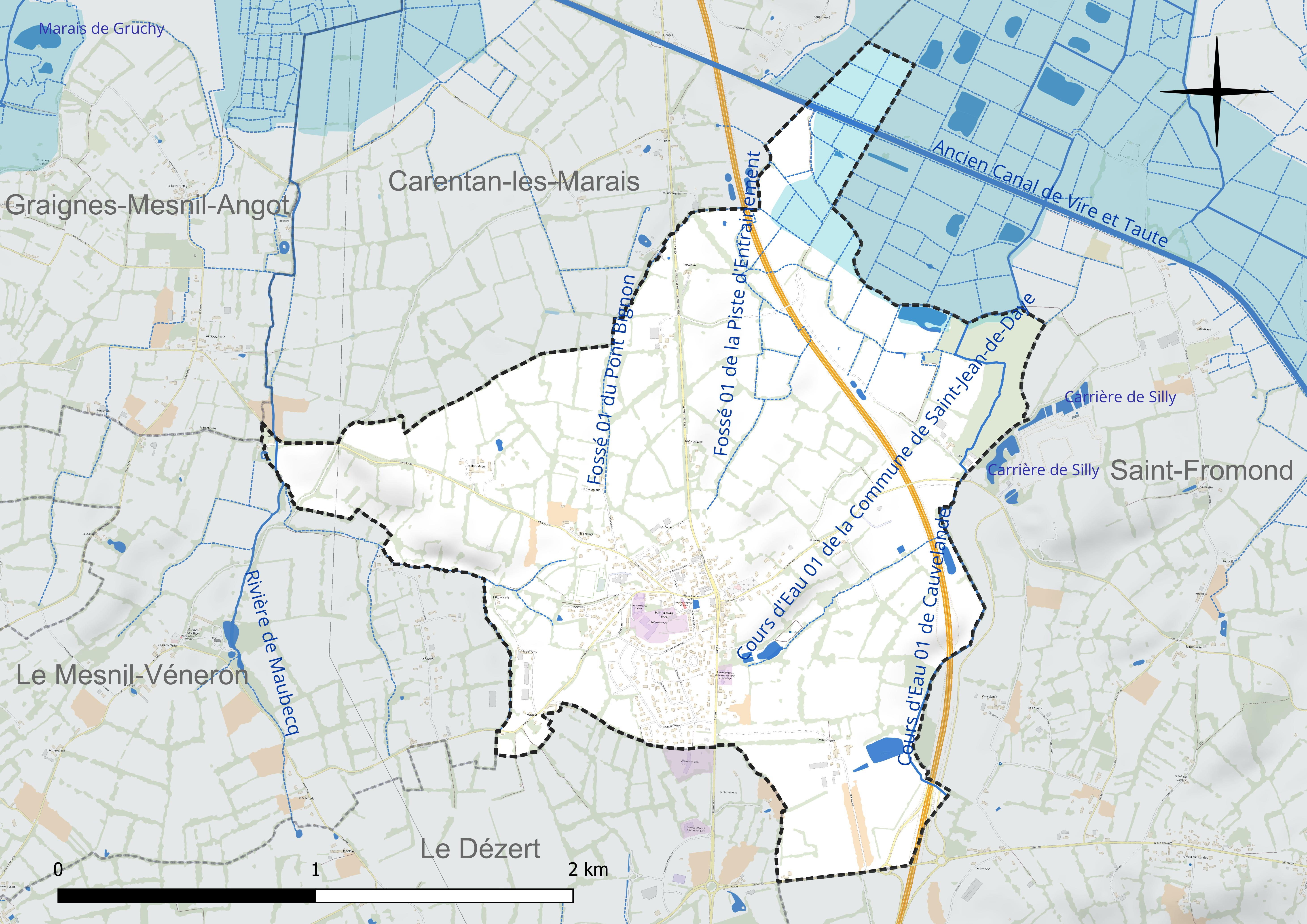
Réseau hydrographique de Saint-Jean-de-Daye.

### Climat
Pour des articles plus généraux, voir Climat de la Normandie et Climat de la Manche.
En 2010, le climat de la commune est de type climat océanique franc, selon une étude du CNRS s'appuyant sur une série de données couvrant la période 1971-2000. En 2020, Météo-France publie une typologie des climats de la France métropolitaine dans laquelle la commune est exposée à un climat océanique et est dans la région climatique  Normandie (Cotentin, Orne), caractérisée par une pluviométrie relativement élevée (850 mm/a) et un été frais (15,5 °C) et venté. Parallèlement le GIEC normand, un groupe régional d’experts sur le climat, différencie quant à lui, dans une étude de 2020, trois grands types de climats pour la région Normandie, nuancés à une échelle plus fine par les facteurs géographiques locaux. La commune est, selon ce zonage, exposée à un « climat maritime », correspondant au Cotentin et à l'ouest du département de la Manche, frais, humide et pluvieux, où les contrastes pluviométrique et thermique sont parfois très prononcés en quelques kilomètres quand le relief est marqué.
Pour la période 1971-2000, la température annuelle moyenne est de 10,9 °C, avec une amplitude thermique annuelle de 11,3 °C. Le cumul annuel moyen de précipitations est de 856 mm, avec 13,6 jours de précipitations en janvier et 7,6 jours en juillet. Pour la période 1991-2020, la température moyenne annuelle observée sur la station météorologique la plus proche, située sur la commune de Sainte-Marie-du-Mont à 18 km à vol d'oiseau, est de 11,6 °C et le cumul annuel moyen de précipitations est de 890,0 mm,. Pour l'avenir, les paramètres climatiques de la commune estimés pour 2050 selon différents scénarios d’émission de gaz à effet de serre sont consultables sur un site dédié publié par Météo-France en novembre 2022.

## Urbanisme

### Typologie
Au 1er janvier 2024, Saint-Jean-de-Daye est catégorisée commune rurale à habitat dispersé, selon la nouvelle grille communale de densité à sept niveaux définie par l'Insee en 2022.
Elle est située hors unité urbaine.
Par ailleurs la commune fait partie de l'aire d'attraction de Saint-Lô, dont elle est une commune de la couronne,. Cette aire, qui regroupe 63 communes, est catégorisée dans les aires de 50 000 à moins de 200 000 habitants,.

### Occupation des sols
L'occupation des sols de la commune, telle qu'elle ressort de la base de données européenne d’occupation biophysique des sols Corine Land Cover (CLC), est marquée par l'importance des territoires agricoles (90 % en 2018), une proportion sensiblement équivalente à celle de 1990 (90,7 %).
La répartition détaillée en 2018 est la suivante : prairies (84,7 %), zones urbanisées (10 %), terres arables (5,3 %).

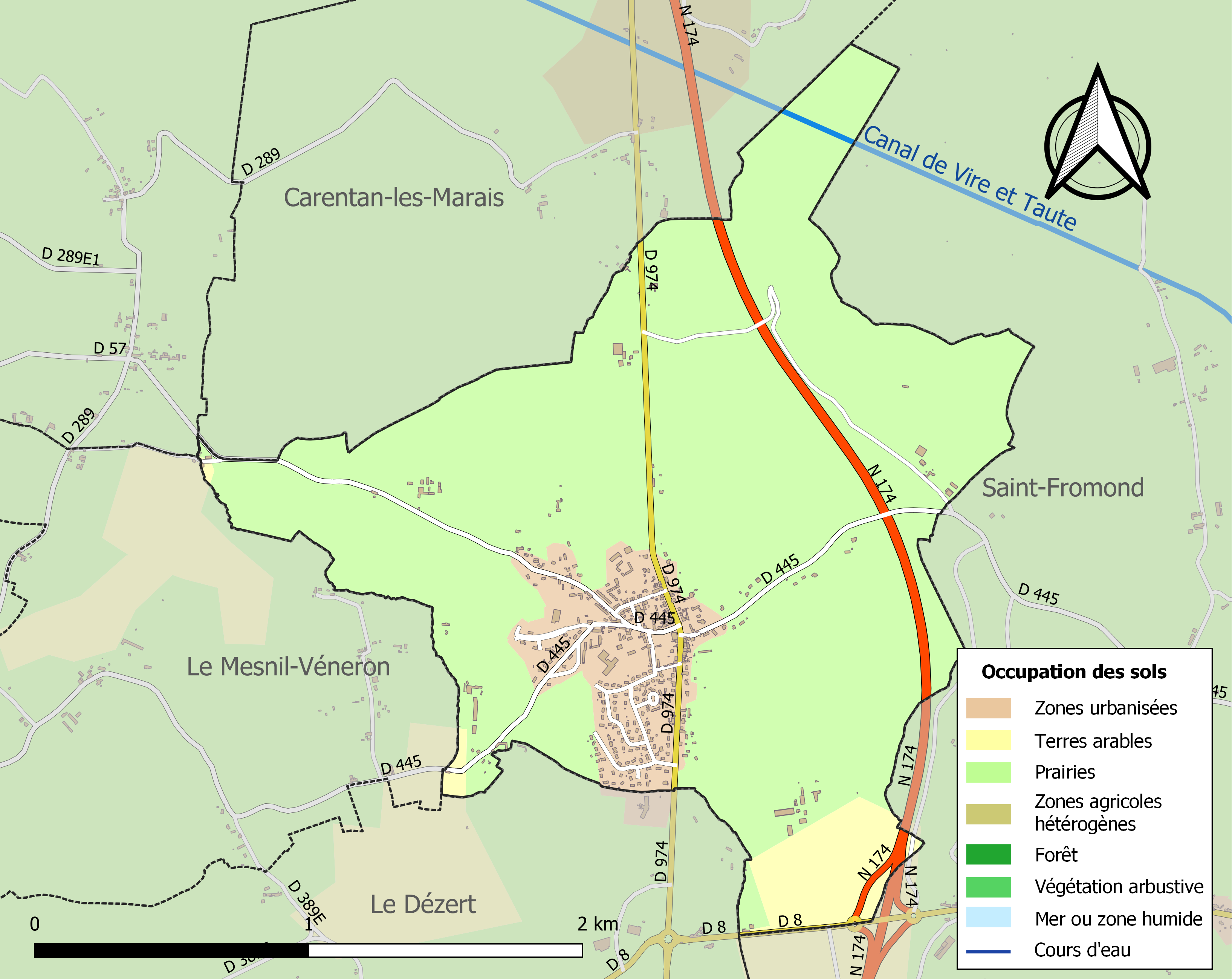
Carte des infrastructures et de l'occupation des sols de la commune en 2018 (CLC).

L'évolution de l’occupation des sols de la commune et de ses infrastructures peut être observée sur les différentes représentations cartographiques du territoire : la carte de Cassini (XVIIIe siècle), la carte d'état-major (1820-1866) et les cartes ou photos aériennes de l'IGN pour la période actuelle (1950 à aujourd'hui).

### Voies de communication et transports
La commune est desservie par le transport en commun départemental par bus (Manéo) via la ligne 001 : Cherbourg-Octeville - Valognes - Carentan - Saint-Lô.

## Toponymie
Le nom de la localité est attesté sous la forme Saint Jean de Dae en 1393.
La paroisse et son église sont dédiées à Jean le Baptiste. L'origine de Daye est obscure.
Le gentilé est Dayots.

## Histoire

### Moyen Âge
Dans la première moitié du XIIe siècle, la paroisse relevait de l'honneur du Hommet.
La foire de Saint-Jean-de-Daye qui se tenait le jour de la Saint-Jean-Baptiste, était la possession du baron du Hommet-La-Rivière (château de la Rivière), et dont les hommes devaient garder la nuit, la veille de la foire.

### Époque contemporaine
En 1839, Saint-Jean-de-Daye (352 habitants en 1836) absorbe la commune du Mesnil-Véneron (200 habitants). Cette dernière est recréée en 1847.

## Politique et administration
| Période                                  | Période   | Identité              | Étiquette | Qualité                               |
| ---------------------------------------- | --------- | --------------------- | --------- | ------------------------------------- |
| mars 1947                                | mars 1983 | André Lechevallier    |           |                                       |
| mars 1983                                | mars 2001 | Jean-Pierre Lepaysant |           | Professeur de collège                 |
| mars 2001                                | En cours  | Nicole Godard         | SE        | Comptable, conseillère départementale |
| Les données manquantes sont à compléter. |           |                       |           |                                       |

### Enseignement
- Collège du Marais de Saint-Jean-de-Daye.

## Démographie
L'évolution du nombre d'habitants est connue à travers les recensements de la population effectués dans la commune depuis 1793. Pour les communes de moins de 10 000 habitants, une enquête de recensement portant sur toute la population est réalisée tous les cinq ans, les populations de référence des années intermédiaires étant quant à elles estimées par interpolation ou extrapolation. Pour la commune, le premier recensement exhaustif entrant dans le cadre du nouveau dispositif a été réalisé en 2008.
En 2022, la commune comptait 645 habitants, en évolution de +3,53 % par rapport à 2016 (Manche : −0,31 %, France hors Mayotte : +2,11 %).
La commune a absorbé Le Mesnil-Véneron de 1839 à 1847.
| 1793 | 1800 | 1806 | 1821 | 1831 | 1836 | 1841 | 1846 | 1851 |
| ---- | ---- | ---- | ---- | ---- | ---- | ---- | ---- | ---- |
| 160  | 124  | 133  | 229  | 302  | 352  | 513  | 499  | 321  |

| 1856 | 1861 | 1866 | 1872 | 1876 | 1881 | 1886 | 1891 | 1896 |
| ---- | ---- | ---- | ---- | ---- | ---- | ---- | ---- | ---- |
| 270  | 283  | 294  | 261  | 276  | 288  | 335  | 333  | 343  |

| 1901 | 1906 | 1911 | 1921 | 1926 | 1931 | 1936 | 1946 | 1954 |
| ---- | ---- | ---- | ---- | ---- | ---- | ---- | ---- | ---- |
| 356  | 347  | 310  | 311  | 340  | 341  | 344  | 394  | 421  |

| 1962 | 1968 | 1975 | 1982 | 1990 | 1999 | 2006 | 2008 | 2013 |
| ---- | ---- | ---- | ---- | ---- | ---- | ---- | ---- | ---- |
| 441  | 519  | 521  | 611  | 595  | 614  | 609  | 607  | 608  |

| 2018 | 2022 | - | - | - | - | - | - | - |
| ---- | ---- | - | - | - | - | - | - | - |
| 635  | 645  | - | - | - | - | - | - | - |

## Activité et manifestations

### Sports et loisirs
Le Football club de Saint-Jean-de-Daye, crée en 2020, évolue en division de district au niveau de Départemental 4.

### Vie associative
L'association Familles rurales de la région de Daye permet plusieurs activités (danse orientale, gym, Pilates, initiation danse, ludothèque, modern'jazz, sophrologie, zumba).

## Économie
La commune se situe dans la zone géographique des appellations d'origine protégée (AOP) Beurre d'Isigny et Crème d'Isigny.

## Culture locale et patrimoine

### Lieux et monuments
- Église Saint-Jean-Baptiste des XVIIe – XXe siècles, anciennement église Notre-Dame donnée en 1251 au prieuré de Saint-Fromond par les fils de Richard du Hommet. Très endommagée en 1944, elle est restaurée et le clocher refait lors de la Reconstruction selon les plans des architectes A. Martinet et Y. Maublanc[37].
- Manoir du Boisjugan, dépendance de l'ancien château du Boisjugan détruit pendant la Révolution. Le château avait été apporté en dot par Catherine Le Painteur de Boisjugan à Louis Godefroy, seigneur de Praisles. L'édifice sera détruit en 1791 en raison du soutien indéfectible de la famille[Note 4] à Louis XVI[37].

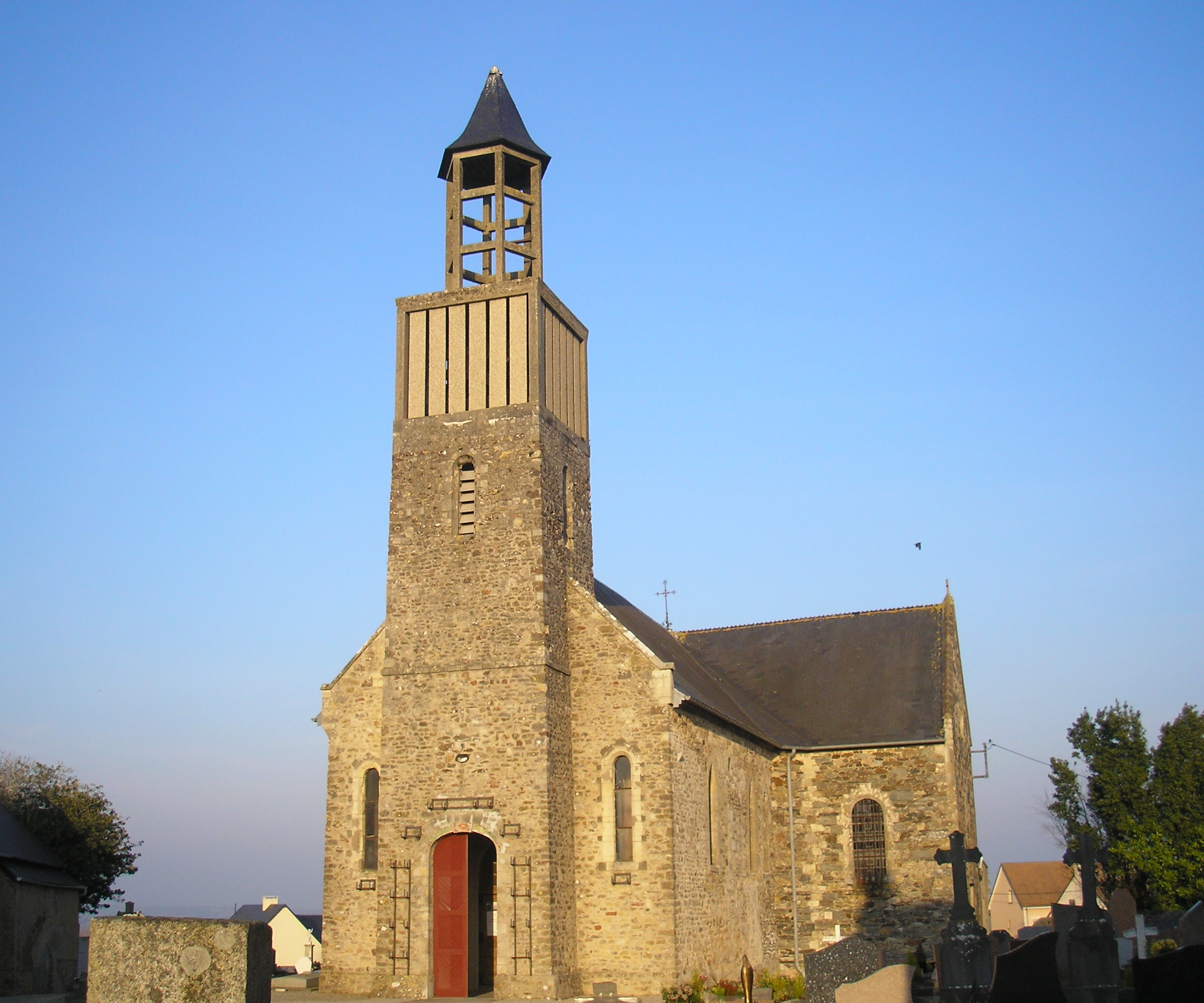
L'église Saint-Jean-Baptiste.
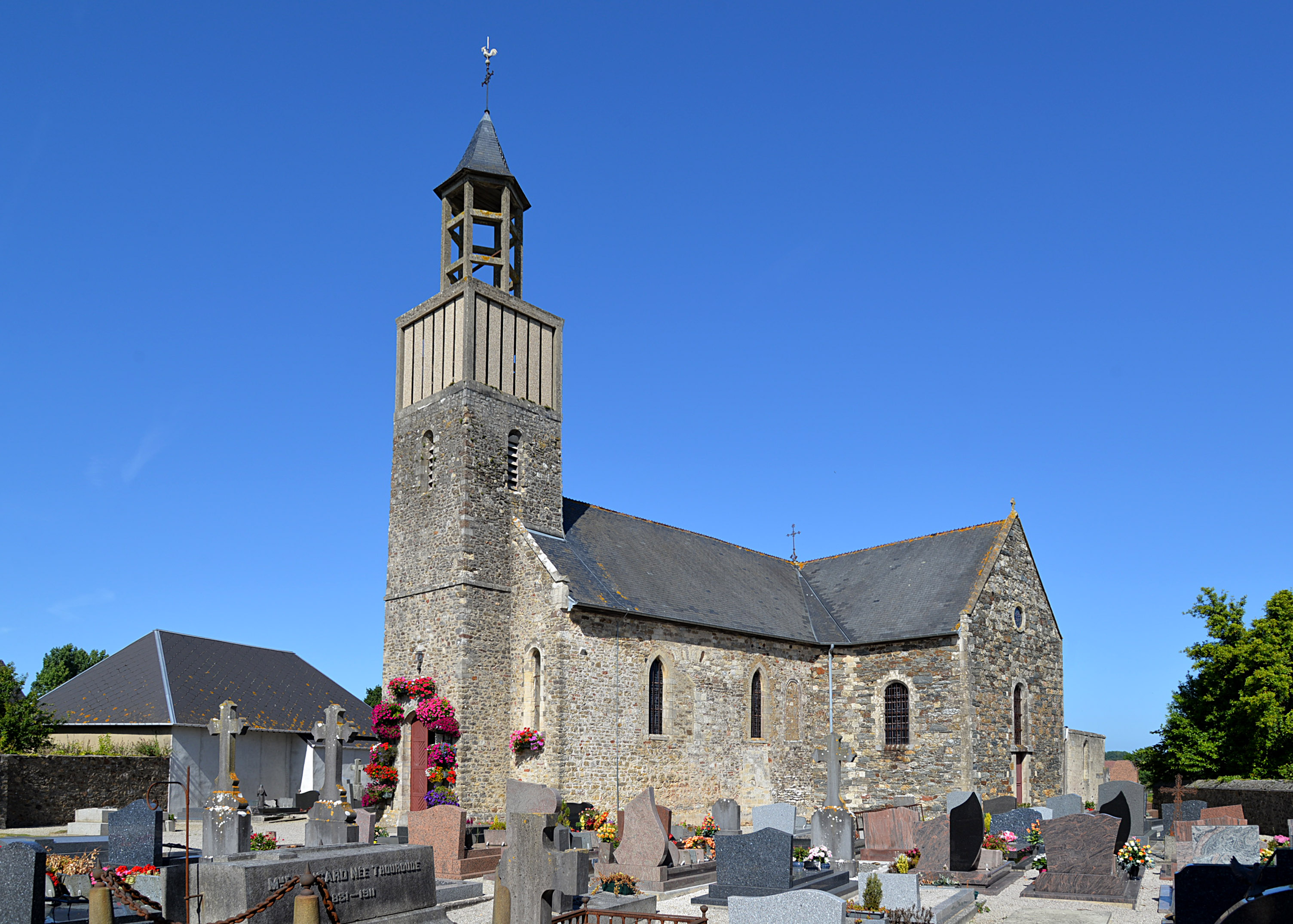
L’église Saint-Jean-Baptiste. Vue sud-ouest.
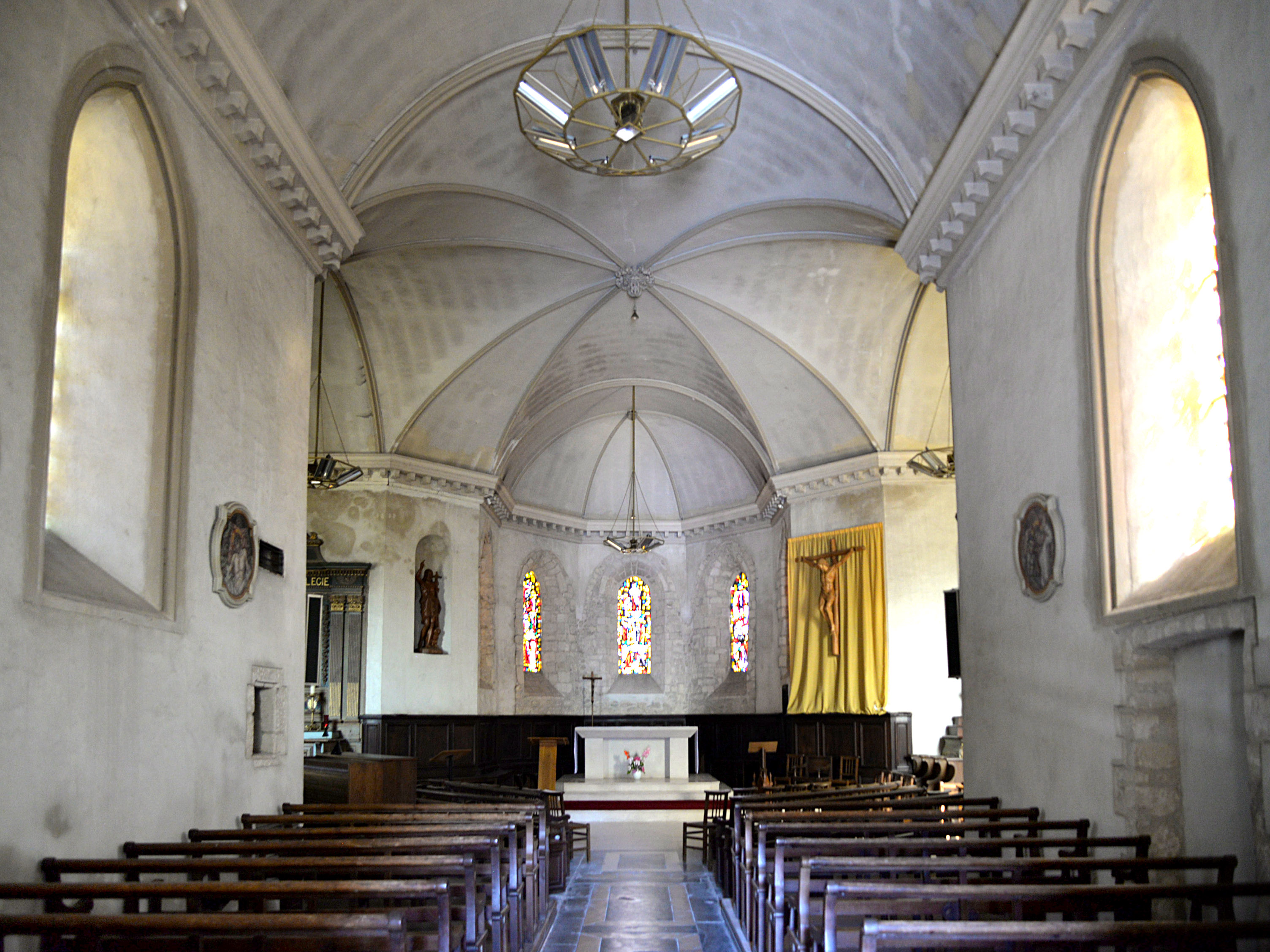
La nef de l’église Saint-Jean-Baptiste.
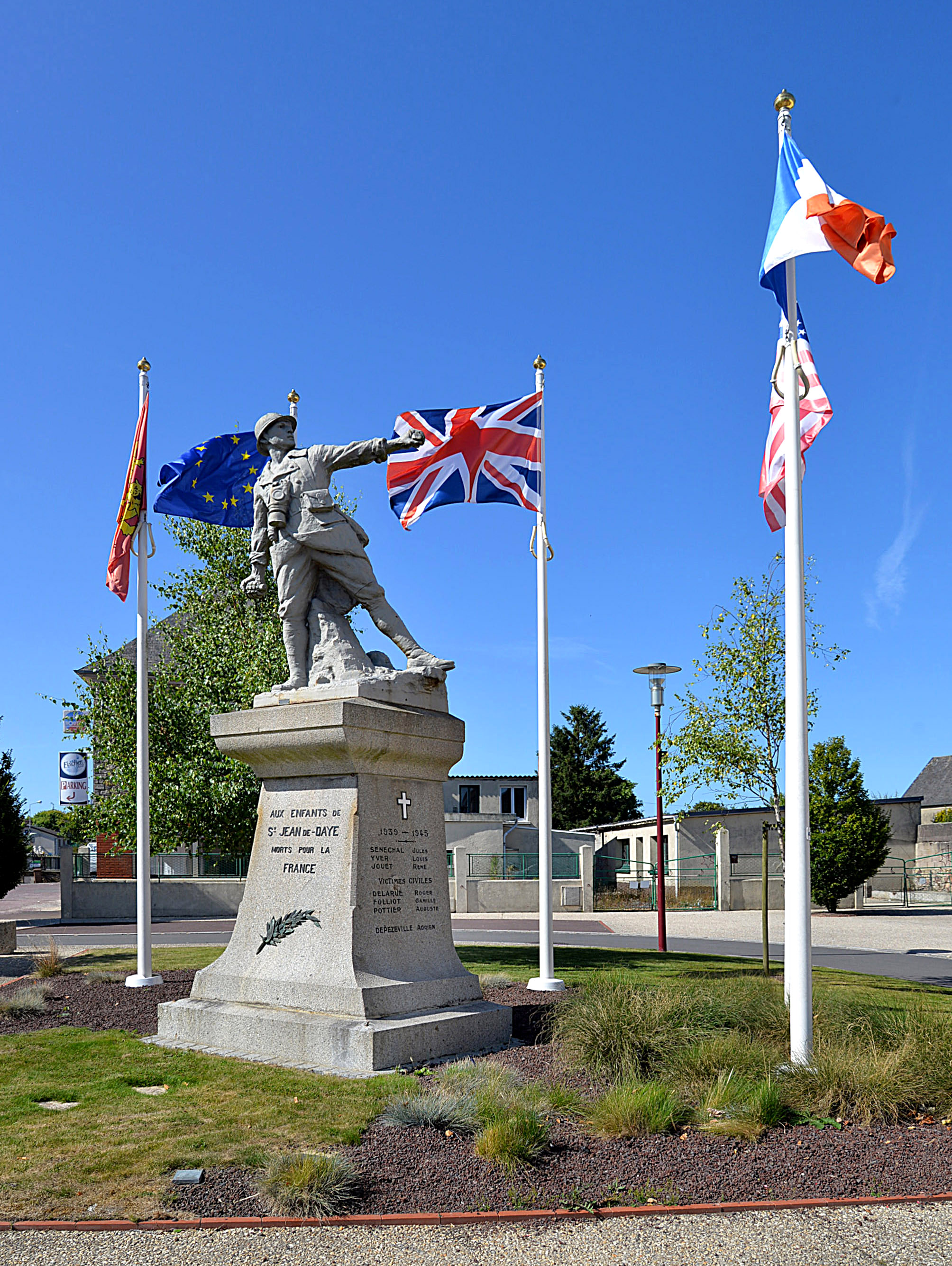
Le monument aux morts.

### Personnalités liées à la commune
Charles Louis de Godefroy de Boisjugan (Saint-Jean-de-Day, 8 septembre 1745 - Tinchebray, 31 mars 1796), chef de canton de l'Armée catholique et royale de Normandie.